# Glenea nigrifrons
Glenea nigrifrons là một loài bọ cánh cứng trong họ Cerambycidae.